# 빠스껫 볼
《빠스껫 볼》은 일제강점기 당시의 농구를 주제로 한 tvN의 텔레비전 드라마이다. 곽정환 PD가 CJ E&M 이직 이후에 첫 연출한 드라마이며, 2013년 10월 21일부터 2013년 12월 17일까지 방송된 드라마이다.

## 등장 인물

### 주요 인물
- 도지한 : 강산 역
- 이엘리야 : 최신영 역
- 정동현 : 민치호 역

### 강산의 주변인물
- 박순천 : 금남 역
- 손범준 : 황복주 역
- 진경 : 밤실댁 역
- 김보미 : 미숙 역

### 최신영의 주변인물
- 김응수 : 최제국 역
- 박예은 : 고봉순 역
- 김수현 : 김실장 역

### 민치호의 주변인물
- 안석환 : 민태신 역
- 강성민 : 오인수 역
- 정인선 : 홍벼리 역

### 농구 백화
- 공형진 : 공윤배 역
- 지일주 : 이홍기 역
- 강경헌 : 홍기의 어머니 역
- 정승교 : 배성원 역
- 최창균 : 소칠복 역
- 한영수 : 용구 역
- 박건 : 수동 역

### 중추원
- 이한위 : 윤덕명 역
- 고인범 : 변준표 역
- 하용진 : 다케시 역

### 변신의 귀재
- 조희봉 : 1인 다역

### 그외 인물들
- 연민지 : 총감부인 역
- 장재호 : 최태호 역
- 장희수 : 민치호 어머니 역
- 정경훈 : 농구부 코치 역
- 박광재
- 요시무라 켄이치
- 이태검
- 이유미
- 송영학
- 강현구
- 공윤찬

### 특별 출연
- 오지호 : 도박농구판 선수 역
- 이정진 : 도박농구판 선수 역
- 김혁 : 김혁 역
- 강남길 : 벼리의 아버지 역
- 이다도시 : 프랑스 기자 역
- 연운경
- 정세형 : 병원 보안요원 역